# Günter Siegmund
Günter Siegmund (ur. 19 grudnia 1936 w Kostrzynie nad Odrą, zm. 13 września 2020 w Berlinie) – wschodnioniemiecki bokser, medalista igrzysk olimpijskich w 1960.
Startował w wadze ciężkiej (ponad 81 kg). Wystąpił w niej na mistrzostwach Europy w 1959 w Lucernie, gdzie przegrał pierwszy pojedynek w eliminacjach z Władysławem Jędrzejewskim.
Startując we wspólnej reprezentacji Niemiec na igrzyskach olimpijskich w 1960 w Rzymie wywalczył brązowy medal. Po wygraniu dwóch walk (w tym ćwierćfinałowej z Vasile Mariuțanem z Rumunii) uległ w półfinale Danielowi Bekkerowi z Południowej Afryki. Na mistrzostwach Europy w 1961 w Belgradzie również zdobył brązowy medal.
Siegmund był mistrzem NRD w wadzie ciężkiej w latach 1960 i 1961 oraz brązowym medalistą w 1957, 1959 i 1963. Zajął 3. miejsce w Mistrzostwach Armii Zaprzyjaźnionych w 1958.